# Honcho
A Honcho magazin (ISSN 0733-5865) amerikai színes, havi rendszerességgel megjelenő gay (meleg) kiadvány, 100 oldalon, A 4-es méretben.  A maszkulin típusú, férfias modellekre specializálódik. Az izmos, tetovált, szőrös férfitest és az úgynevezett bőrös szex (leather sex) és a katonás/egyenruhás szex (military sex)  rajongóinak érdeklődésére számíthat elsősorban. Közeli rokona a német Kerle. Jelentős munkatársak: Rick Jackson, Larry Townsend. Modelljei közt számos közismert sztár neve található (pl. Mark Wolff, Eric Stone, Paul Carrigan, Rod Barry, Rico Suave, Pavel Novotný, Dean Phoenix, Marcus Iron, Carlos Morales, Tuck Johnson), köztük magyar fiúk is felbukkannak (Milos Csaba – 99/11, Tibor néven, Szabó Balázs – 2001/1, Peter Krisztia – 2001/4, 2002/1, Renato Bellagio – 2002/5, Rex néven, 2002/11, 2004/6, Janos Volt – 2002/10, Roberto Giorgio – 2003/5, 2004/12, Luciano Endino – 2003/9, Arpad Miklos – 2005/3).

## A magazin története
1978 áprilisától jelenik meg a Mavety Media Group, Inc gondozásában, akárcsak a MANDATE vagy a Playguy.

## A magazin struktúrája
- Meat Rack – maszkulin férfiaktok
- Fiction – novellák, erotikus történetek
- Features – közérdekű cikkek